# Gjallarhornet
För andra betydelser, se Gjallarhornet (olika betydelser).

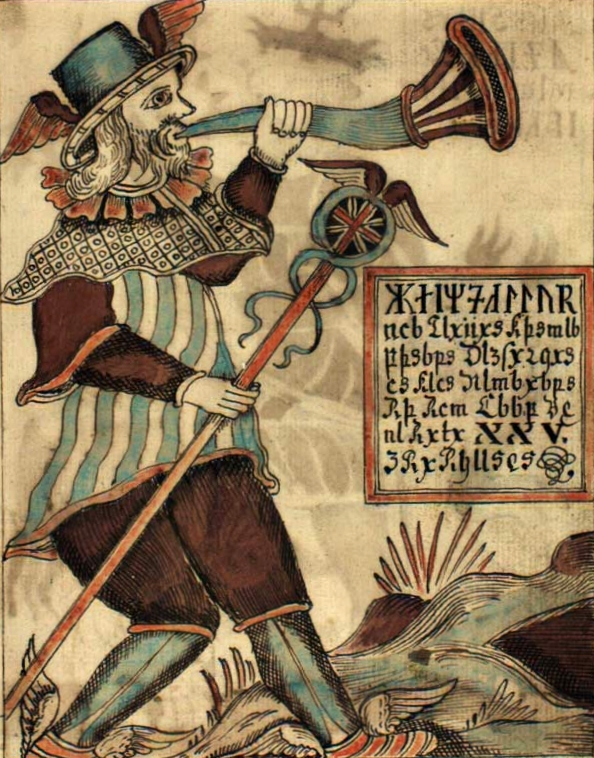
Heimdall blåser i Gjallarhornet i denna illustration i ett isländskt 1700-tals-manuskript.

Gjallarhornet eller Gjallarhorn ("det återskallande hornet"), eller Gällehornet ("det "högt ljudande hornet" - jämför svenskans "gäll" & engelskans "yell"), är i nordisk mytologi det horn som asaguden Heimdall blåser i för att varna asarna om Ragnarök då jättarna närmar sig Asgård över Bifrost, bron mellan Asgård och Midgård. Han använder annars hornet för att sända olika budskap från asarna till människorna.
När Mimer dricker ur Mimers brunn använder han också Gjallarhornet. Vissa historiker menar att Snorre feltolkat Völvans spådom, hans källa för uppgifterna om Gjallarhornet. De menar att hornet snarare avser Heimdalls öra, möjligtvis ett offer inte olikt Odens offer av sitt öga. I Völvans spådom beskrivs nämligen denna myt i samband med den om Odens öga och använder liknande formuleringar för hur Heimdall gömt "hornet" vid brunnen. Detta skulle möjligtvis vara relaterat till en glömd myt där Heimdall offrat sitt öra för att få den fantastiska hörseln Snorre tillskriver honom. 